# Філ Вароне
Філіп Вароне (англ. Philip Varone; 4 грудня 1990, Вон, Онтаріо) — канадський хокеїст, нападник, в даний час грає за клуб «Вольфсбург» в німецькій хокейній лізі. Вароне був обраний Сан-Хосе Шаркс в 5-му раунді під 147-м номером у Драфті НХЛ 2009 року.

## Кар'єра

### Молодіжна
Вароне розпочав свою кар'єру в хокейній лізі Онтаріо, де відіграв за клуби «Кітченер Рейнджерс» та «Лондон Найтс» п'ять сезонів з 2006/07 до 2010/11, набравши 230 очок (78+152) у 228 матчах.

### Професійна
19 березня 2012, Філіп підписав угоду з Баффало Сейбрс (НХЛ) терміном на три роки. До стартового складу потрапив 22 січня 2014 року, і заробив своє перше очко в кар'єрі ставши асистентом Браяна Флінна в матчі проти Кароліна Гаррікейнс. Філіп закинув свою першу шайбу в четвертому матчі, проти Вашингтон Кепіталс 28 січня 2014 року. 
Брав участь у складі свого клубу «Рочестер Американс» у Кубку Шпенглера.